# Лужников, Иван Андреевич
Иван Андреевич Лужников (11 апреля 1980, Москва) — российский футболист, нападающий.

## Биография
Воспитанник «ФШМ-Торпедо» (Москва). В юношеском возрасте выступал за молодёжную команду московского «Спартака» в соревнованиях КФК.
В профессиональном футболе дебютировал в 2001 году в составе клуба «Металлург» (Выкса) во втором дивизионе, однако провёл нерезультативный сезон. Затем в течение двух лет выступал на любительском уровне за московские «Крылья Советов».
В 2004 году перешёл в ставропольское «Динамо», с которым уверенно победил в турнире второго дивизиона, стал лучшим бомбардиром с 29 голами и был признан лучшим нападающим турнира, также со своим клубом стал победителем Кубка ПФЛ 2004 года. Однако по окончании сезона клуб был лишён профессионального статуса.
В 2005 году футболист перешёл в воронежский «Факел», выступавший в первом дивизионе. Забил гол в своём первом официальном матче за клуб, 27 марта 2005 года в ворота курского «Авангарда», этот мяч стал первым голом сезона 2005 года в первом дивизионе. Однако больше отличиться не смог и после 10 проведённых матчей был отправлен в дубль, а затем покинул клуб.
В 2006 году перешёл в новороссийский «Черноморец», провёл в его составе первую часть сезона, а осенью выступал за клуб «Лобня-Алла». В начале следующего года вернулся в «Черноморец». В 2007 году стал победителем зоны «Юг» второго дивизиона, был признан лучшим игроком турнира, а в споре бомбардиров занял второе место с 17 голами, уступив Карену Саргсяну (22).
В 2008 году выступал за петербургское «Динамо». Следующий сезон начал в составе «Мордовии», которая в итоге стала победителем зонального турнира второго дивизиона 2009 года, однако футболист ещё во время летнего перерыва покинул команду и перешёл в «Тюмень». Занял второе место в споре бомбардиров своей зоны в 2009 году с 14 голами. В конце своей профессиональной карьеры играл за «Волгу» (Ульяновск) и «Сахалин» (Южно-Сахалинск).
В 2012 году завершил профессиональную карьеру. После этого некоторое время играл в первенстве ЛФЛ 8х8 в Москве.
Всего за карьеру в первенствах России на профессиональном уровне сыграл 201 матч и забил 90 голов, из них в первом дивизионе — 10 матчей и 1 гол, во втором — 191 матч и 89 голов. В Кубках России сыграл 15 матчей и забил 2 гола, участник матча 1/16 финала в 2009 году против клуба высшей лиги «Терека».

## Достижения
- Победитель второго дивизиона России: 2004 (зона «Юг»), 2007 (зона «Юг»)
- Лучший бомбардир второго дивизиона России: 2004 (29 голов)
- Лучший игрок второго дивизиона России: 2007 (зона «Юг»)
- Лучший нападающий второго дивизиона России: 2004 (зона «Юг»)